# Bîcioc
Bîcioc (in russo Бычок)  è una città della Moldavia controllato dalla autoproclamata repubblica di Transnistria. È compreso nel distretto di Grigoriopol, con coordinate di latitudine e longitudine rispettivamente — 46.9208337, 29.4804302.

## Località
Il comune è formato dall'insieme delle seguenti località:
- Bîcioc (Бычок)
- Novovladimirovca (Нововладимировка)